# Geometrie

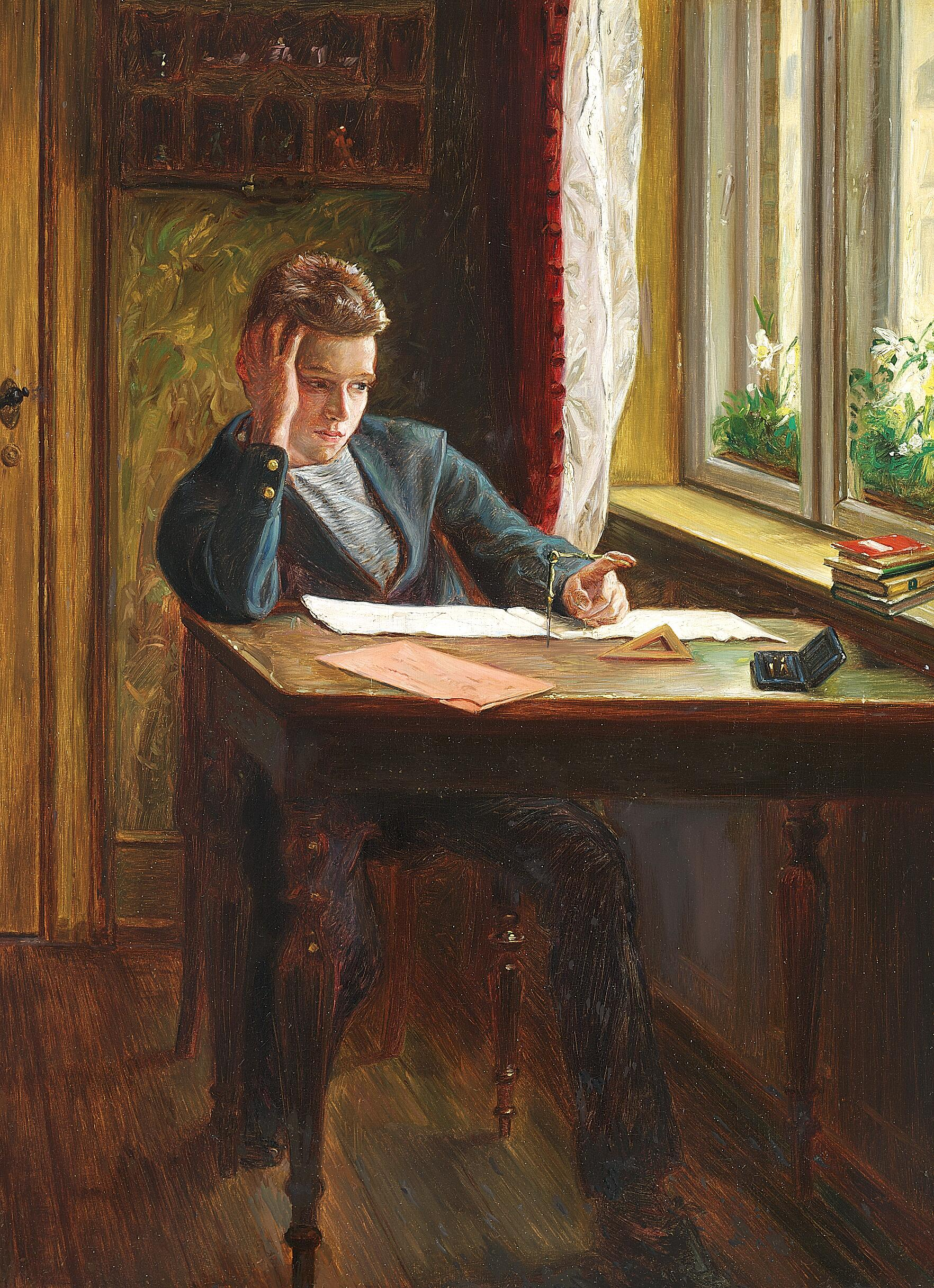
Axel Helsted, Geometrie

Geometria (din greacă γεωμετρία; geo = pământ, metria = măsură) este ramura din matematică care se ocupă cu studiul relațiilor spațiale. Este una dintre ramurile matematicii clasice și moderne. În ziua de azi, conceptele geometriei au fost extinse către un nivel mai înalt de abstractizare și complexitate și a fost făcută obiect de studiu pentru metode din algebra abstractă (teoria grupurilor) și teoria mulțimilor, așa că puține ramuri moderne ale geometriei mai pot fi recunoscute ca fiind descendente ale geometriei de la începuturile ei (a se vedea geometrie algebrică). 
Geometria poate fi considerată o ramură de matematică pură. Apariția geometriei este legată de activitatea practică a calculării unghiurilor, lungimilor, ariilor suprafețelor și volumelor corpurilor. Matematicienii Greciei Antice au transformat geometria într-o activitate de exersare a raționamentului deductiv necesar în demonstrarea propozițiilor referitoare la proprietățile configurațiilor geometrice studiate ca obiecte idealizate, legând-o totodată cu gândire critică.

## Începuturile geometriei
Cele mai vechi urme ale geometriei se găsesc în Egiptul Antic și Babilon, în jurul anului 3000 î.Hr. Începuturile geometriei au fost marcate de o colecție de principii empirice în legătură cu măsurarea lungimilor, unghiurilor, ariilor și volumelor, care au fost dezvoltate pentru a putea fi puse în practică în construcții, astronomie și alte științe. Printre acestea se numără și câteva principii sofisticate, iar un matematician din zilele noastre ar putea cu greu să le redescopere fără a folosi calculul integral și diferențial. De exemplu, și egiptenii și babilonienii cunoșteau versiunile teoremei lui Pitagora cu 1500 de ani înainte de Pitagora. Egiptenii aveau formula corectă pentru volumul piramidei cu baza pătrată, iar babilonienii aveau un tabel de trigonometrie.
Cultura chineză la acea perioada era la fel de avansată, deci este foarte probabil ca și ei să fi avut o matematică la fel de avansată, dar niciun document nu a reușit să îndure mileniile, până în ziua de azi. Aceasta se datorează parțial faptului că foloseau hârtie, în loc de bucăți de lut sau de pietre, pentru a-și scrie descoperirile.

## Perioada Greciei antice
Perioada Greciei antice merită studiată în detaliu, deoarece geometria este ocupația științifică predominantă în acel timp. Pentru greci, geometria era "regina" științelor, ajungând la un nivel la care nu au mai ajuns cu nici o altă știință. Au extins geometria către noi figuri, curbe, suprafețe și corpuri; au schimbat metodologia de la încercare-eroare la demonstrație matematică prin raționament logic deductiv; au dezvoltat metoda unei teorii axiomatice, care pentru mai bine de 2000 de ani a fost privită ca fiind paradigma ideală pentru toate științele teoretice. Considerau geometria ca studiu al "formelor eterne", sau abstracții, pentru care obiectele fizice sunt doar aproximări.

### Thales și Pitagora
Thales (635-543 î.Hr.) din Ionia (acum sud-vestul Turciei), a fost primul căruia i-a fost atribuită deducția matematică. Sunt cinci propoziții geometrice pentru care el a scris dovezi deductive, ele nesupraviețuind mileniilor până azi. 
Pitagora (582-496 î.Hr.) din Ionia, apoi, Italia, colonizată de către greci, a fost probabil un elev al lui Thales, care a călătorit în Babilon și Egipt. Teorema care îi poartă numele nu a fost descoperirea lui, dar el a fost primul care a dat o demonstrație deductivă a ei. A adunat un grup de elevi în jurul lui pentru a studia matematica, muzica și filosofia, și împreună au descoperit rezultate elementare care se predau la orele de geometrie din gimnaziu. În plus, a făcut o profundă descoperire în ceea ce privește lungimile non-comensurabile și numerele iraționale.

### Platon
Platon (427-347 î.Hr.), cel mai stimat filosof al grecilor, se spune că a scris pe frontispiciul școlii platonice „Academia”, deviza Mηδεις αγεωμετρητος εισιτω (Să nu intre cine nu este geometru). Deși nu era un matematician, viziunile lui în matematică au avut o mare influență. Matematicienii au acceptat faptul că el credea că geometria se studiază doar cu un compas și o riglă – fără folosirea instrumentelor de măsură, deoarece ele sunt uneltele omului muncitor, nu ale unui elev silitor. Această concepție a dus la studiul construcțiilor geometrice cu rigla și compasul. Au rămas celebre cele a trei probleme clasice nerezolvate nici în prezent numai cu rigla și compasul: trisecțiunea unghiului (împărțirea un unghi oarecare în trei unghiuri egale), dublarea cubului (cum să construiască un cub cu volumul dublu față de cel al unui cub dat) și cuadratura cercului (construirea unui pătrat cu aria egală cu cea a unui cerc dat). Dovezile imposibilității rezolvării acestor probleme au apărut abia în secolul al XIX-lea, și au dus la importante principii privind structura numerelor reale. 

### Aristotel
Aristotel (384-322 î.Hr.), cel mai eminent elev al lui Platon, a scris un tratat asupra metodelor de raționament folosite în demonstrații (despre logică), metode care nu au fost prea mult îmbunătățite până în secolul al XIX-lea.

## Geometria contemporană
Geometria modernă dispune de diverse metode pentru a aborda problemele. Aceste metode au fost dezvoltate în ultimele secole, cea mai veche fiind geometria analitică, bazată pe utilizarea coordonatelor bi- și tridimensionale în geometrie plană și în spațiu, apoi urmează folosirea derivatelor și integralele funcțiilor. Alte metode mai recente utilizează vectorii și numerele complexe, ca și teoria grupurilor, pentru transformări geometrice.